# گارنوکساسین
گارنوکساسین(به انگلیسی: Garenoxacin) (INN) یک آنتی‌بیوتیک کینولونی برای درمان عفونت های باکتریایی گرم مثبت و گرم منفی است. 